# そして父になる
『そして父になる』（そしてちちになる）は、2013年制作の日本映画。是枝裕和監督。主演の福山雅治が初の父親役を演じた。
第66回カンヌ国際映画祭コンペティション部門に正式出品され、2013年5月18日夜（日本時間5月19日未明）に公式上映された。上映後、約10分間のスタンディングオベーションが起こり、是枝監督や福山らは感極まって涙を流した。2013年5月25日（日本時間26日未明）、第66回カンヌ国際映画祭 審査員賞を受賞した。この受賞による日本国内の反響は大きく、公開日を2013年10月5日から同年9月28日に繰り上げ、公開に先駆けて9月24日から9月27日まで全国で先行上映を行った。
丸の内ピカデリー1、新宿ピカデリー他全国309スクリーンで公開され、2013年9月28日、29日の初日2日間で興収3億1,318万6,500円 動員25万3,370人になり映画観客動員ランキング（興行通信社調べ）で初登場第1位となった。先行公開分を含む13日間で累計興収13億5,159万5,250円、累計動員は116万8,204人となり映画観客動員ランキング2週連続第1位となった。同年11月11日、アート系映画としては異例となる累計興収30億円を突破した。2014年1月発表の最終興収は32.0億円。
2015年2月7日、フジテレビ系列『土曜プレミアム』枠でテレビ初放映された。

## あらすじ
11月。再開発プロジェクトを進めるエリート建築家の野々宮良多と妻のみどり、そして6歳になる1人息子の慶多。彼ら家族は幸せな日々を送っていた。慶多は私立小学校を受験した。面接では学習塾で教わった通り「キャンプに行って凧揚げをした」と答え、見事合格する。
そんなある日、良多とみどりは、慶多が生まれた群馬県前橋市の病院から「重要なお知らせがある」と連絡を受けた。斎木夫妻の息子が小学校入学前の血液検査で両親と血液型が一致しなかったため病院が調査した結果、出生時に看護師による新生児の取り違えがあったことが判明した。良多たちの実の息子は慶多ではなく、斎木家の琉晴だったという。二人は同じ7月28日に生まれていた。管理体制を懸念し、田舎の病院での出産に反対していた良多は、「なんで分からなかったんだ」と妻を責めた。
一方、取り違えられたもう一方の家族、斎木雄大・ゆかり夫妻は、群馬で小さな電気店を営み、3人の子供を持つごく普通の夫婦だった。斎木夫妻と対面した良多とみどりは、病院から「子供たちの将来のために早急な決断を」と促され、斎木家との交流を始める。良多は病院を相手に裁判を起こす一方、慶多と琉晴の二人ともを引き取る方法を模索し始める。両家は、慶多と琉晴を互いの家庭に泊まらせることを「ミッション」と名付け、試みる。
入学式の後、斎木家の家計が逼迫していることを知った良多は、慶多と琉晴の2人を引き取ることを提案する。しかし、雄大はそれを金銭で解決しようとする良多の態度だと受け止め、「負けたことのない奴は本当に人の気持ちが分からないんだな」と激怒する。みどりもまた、夫の言動に呆然とする。
裁判が始まった。そこで看護師は、取り違えは事故ではなく、再婚したばかりで継子の育児にストレスを感じていたことが原因だと証言し、「野々宮さんの家族が幸せそうに見えたのでわざとやった」と衝撃的な動機を語った。彼女の行為は既に公訴時効を迎えていることも明らかになる。身勝手な看護師の行動に、斎木夫妻とみどりは強い憤りを覚える。
6年間愛情を注いできた他人の子と、血の繋がった実の息子。2人の子供を前に、交換するべきか、それともこのまま育てていくべきかという激しい葛藤の中で、良多はこれまで知らなかった慶多の秘めたる思いに気づき始める。父の日のプレゼントとして、慶多は実の父である良多と、育ての父である雄大、2人の父親に心を込めて手作りの造花を贈る。
最終的に、慶多と琉晴はそれぞれの実の親の元で暮らすことになる。その決断を前に、野々宮家は慶多を連れて河原へ出かけ、家族3人で思い出の写真を撮る。
8月、良多は上司から「裁判を抱えているため」という理由で、宇都宮市の研究所への異動を打診される。引き取った琉晴に抵抗されながらも、良多は「おじさんが、本当のパパなんだ」と諭すように告げる。裁判には勝訴したものの、良多は弁護士の鈴本に「勝った気がしない」と複雑な思いを吐露する。良多は、取り違えの原因を作った看護師から送られてきた「誠意」と称する金品を返しに行く。すると、看護師の継子が良多と看護師の間に入り込んだ。良多が「あなたには関係ないだろう」と言うと、継子は「僕のお母さんだから関係ある」と毅然と言い返す。その言葉に、血の繋がりだけではない、継母と継子の間に確かに育まれていた親子の絆を、良多はまざまざと見せつけられる。
琉晴は家出し、1人で群馬の斎木家の元へ帰ってしまう。慌てて連れ戻しに向かった良多は、幼い頃の自分も家出した経験があることを琉晴に打ち明ける。徐々にではあるが、2人の間に絆が芽生え始める。しかしある日、琉晴は「パパとママのところに帰りたい」と涙ながらに訴える。一方、みどりもまた、「慶多を裏切っているみたいで」と涙を流す。そんな中、良多は慶多がこっそり撮っていた自分の写真を見つけ、胸が熱くなる。
連休を利用して群馬へ行った良多は、慶多を強く抱きしめ、ミッションの終わりを告げる。電気店に戻った慶多は、良多に「スパイダーマンってクモだって知ってた？」と、雄大に教えてもらったことを嬉しそうに話す。

## キャスト
- 野々宮良多：福山雅治
- 野々宮みどり：尾野真千子
- 斎木ゆかり：真木よう子
- 斎木雄大（ゆかりの夫）：リリー・フランキー
- 野々宮慶多（良多の息子）：二宮慶多
- 斎木琉晴（雄大の息子）：黄升炫
- 斎木美結（雄大の長女）：滝沢美結
- 斎木大和（雄大の二男）：押場大和
- 宮崎祥子（元看護師）：中村ゆり
- 野々宮大輔（良多の兄）：高橋和也
- 鈴本悟（弁護士、良多の友人）：田中哲司
- 山辺真一（良多の異動先の研究員）：井浦新
- 宮崎祥子の夫：ピエール瀧
- 秋山（病院の職員）：小倉一郎
- 波留奈（良多が勤務する会社の社員）：吉田羊
- 織間忠治（病院側の弁護士）：大河内浩
- 野々宮のぶ子（良多の義母）：風吹ジュン
- 上山一至（良多の上司）：國村隼
- 野々宮良輔（良多の父）：夏八木勲
- 石関里子（みどりの母）：樹木希林
- 木野花、林剛史、中村倫也、森崎めぐみ、足立智充、清水一彰、遠藤璃菜　ほか

## スタッフ
- 監督・脚本・編集：是枝裕和
- 製作者：亀山千広、畠中達郎、依田翼
- エグゼクティブプロデューサー：小川泰、原田知明、小竹里美
- プロデューサー：松崎薫、田口聖
- アソシエイトプロデューサー：大澤恵
- 音楽：松本淳一、森敬、松原毅
- 撮影：瀧本幹也
- 照明：藤井稔恭
- 録音：弦巻裕
- 美術：三ツ松けいこ
- 衣装：黒澤和子、鍛本美佐子
- 助監督：兼重淳
- スクリプター：冨田美穂
- キャスティング：田端利江
- 制作担当：熊谷悠
- 制作協力：西川美和、砂田麻美、今中康平
- ラインプロデューサー：新野安行
- 企画協力：石原隆、臼井裕詞、市毛るみ子
- 参考文献：奥野修司著『ねじれた絆－赤ちゃん取り違え事件の十七年』（文春文庫刊）
- 取材協力：清水建設、清水建設技術研究所、フジタ、鴻池組、白熊繁一、高橋静夫
- ロケ協力：三菱地所、三菱地所リアルエステートサービス、前橋市、前橋観光コンベンション協会、ヨリイフィルムコミッション、深谷フィルムコミッション　ほか
- 制作プロダクション：FILM
- 配給：ギャガ
- 製作：「そして父になる」製作委員会（フジテレビジョン、アミューズ、ギャガ）

## ロケ地
- 群馬県前橋市
- 埼玉県深谷市

## エンディング曲
- グレン・グールド（ピアノ）「 ゴルトベルク変奏曲〜アリア」
  - Music by J.S.バッハ
  - Sony Music Japan International Inc.
  - (P) 1982 Sony Music Entertainment

## 受賞歴

### 日本国内
- 第35回ヨコハマ映画祭
  - 日本映画ベストテン第4位
  - 主演男優賞（福山雅治）
  - 助演男優賞（リリー・フランキー）
  - 脚本賞（是枝裕和）
- 第26回日刊スポーツ映画大賞・石原裕次郎賞
  - 監督賞（是枝裕和）
  - 助演男優賞（リリー・フランキー）
- 第87回キネマ旬報ベスト・テン
  - 日本映画ベスト・テン 第6位
  - 助演男優賞（リリー・フランキー）
  - 読者選出日本映画ベスト・テン 第2位
- ムービープラス・アワード 2013 
  - 映画ファン大賞作品賞（邦画部門）
  - スペシャリスト大賞作品賞（邦画部門）
- 第37回日本アカデミー賞[10]
  - 優秀作品賞
  - 優秀監督賞・優秀脚本賞・優秀編集賞（是枝裕和）
  - 優秀主演男優賞（福山雅治）
  - 優秀主演女優賞（尾野真千子）
  - 最優秀助演男優賞（リリー・フランキー）
  - 最優秀助演女優賞（真木よう子）
  - 優秀音楽賞（松本淳一、森敬、松原毅）
  - 優秀撮影賞（瀧本幹也）
  - 優秀照明賞（藤井稔恭）
  - 優秀録音賞（弦巻裕）
- 第28回高崎映画祭
  - 最優秀監督賞（是枝裕和）　
  - 最優秀主演男優賞（福山雅治）
  - 最優秀助演女優賞（真木よう子）
- 映画芸術 2013年日本映画ベストテン＆ワーストテン・ワースト5位[11]
- 第64回芸術選奨文部科学大臣賞
  - 映画部門（是枝裕和）
- 第23回日本映画批評家大賞[12]
  - 助演男優賞（リリー・フランキー）
- 第23回東京スポーツ映画大賞
  - 監督賞（是枝裕和）

### 日本国外
- 第66回カンヌ国際映画祭
  - 審査員賞[4][13]
  - エキュメニカル賞特別表彰（エキュメニカル賞は、映画祭の公式な審査とは別に、カトリックとプロテスタント双方のキリスト教関係者が毎年選出している賞）[14][15]
- 第61回サン・セバスティアン国際映画祭 観客賞（PEARLS部門）[16]
- 第32回バンクーバー国際映画祭（英語: Vancouver International Film Festival） 観客賞（Rogers People’s Choice Award）[17]
- 第7回アブダビ国際映画祭 Child Protection Award 脚本賞（Child Protection Award for Best Script）
- 第37回サンパウロ国際映画祭 観客賞
- 第56回アジア太平洋映画祭
  - 最優秀作品賞
  - 最優秀監督賞（是枝裕和）

## Blu-ray / DVD
2014年4月23日発売。発売元はフジテレビジョン、販売元はアミューズソフトエンタテインメント。
- そして父になるスタンダード・エディション（1枚組）
  - 映像特典
    - 特報・劇場予告編・TVスポット集
- そして父になる スペシャル・エディション（2枚組）
  - ディスク1：本編ディスク（スタンダード・エディションと共通）
  - ディスク：特典DVD
    - シーンセレクション ビジュアルコメンタリー（福山雅治×リリー・フランキー×監督：是枝裕和）
    - 「そして父になる」公開特番
      - 福山雅治×是枝裕和監督スペシャル対談

    - クランクアップ集
    - 海外映画祭映像集
      - カンヌ1日密着ショートムービー
      - カンヌ国際映画祭
      - トロント
      - サン・セバスチャン
      - 釜山国際映画祭

    - イベント映像集
      - ジャパンプレミア
      - 初日舞台挨拶

    - ティーチイン
      - 福山雅治×監督：是枝裕和
      - リリー・フランキー×樹木希林×監督：是枝裕和

    - ロールナンバーセレクション集

  - 封入特典
    - ミニブックレット

  - 特製アウターケース付きデジパック仕様

## テレビ放送
| 回数 | テレビ局   | 番組名（放送枠名） | 放送日        | 放送時間      | 放送分数 | 視聴率 | 備考 |
| ---- | ---------- | ------------------ | ------------- | ------------- | -------- | ------ | --- |
| 1    | フジテレビ | 土曜プレミアム     | 2015年2月7日  | 21:00 - 23:30 | 150分    | 12.9%  | |
| ２   | フジテレビ | 土曜プレミアム     | 2017年9月16日 | 21:00 - 23:30 | 150分    | 9.5%   | 「三度目の殺人」公開記念としての放送。                                                                                                 |
| ３   | フジテレビ | 土曜プレミアム     | 2018年6月16日 | 21:30 - 23:40 | 130分    | 6.4%   | 『万引き家族』第71回カンヌ国際映画祭 パルムドール受賞記念2週連続 是枝監督特集としての放送。 是枝裕和監督による「特別再編集版」を放送。 |

- 視聴率はビデオリサーチ調べ、関東地区・世帯・リアルタイム。

## リメイク
2013年9月28日、同作品に感動したというスティーヴン・スピルバーグと是枝がロサンゼルスで対談した結果、米映画会社のドリームワークスでリメイクされることが決定した。この日、東京・新宿の映画館で福山ら主要キャストが出席して映画の公開初日舞台挨拶が行われた際、是枝が国際電話で会場にリメイク決定を報告した。